# Aeroportul Miami University
Aeroportul Miami University (IATA: OXD, ICAO: KOXD, FAA LID: OXD) este un aeroport din Ohio, Statele Unite ale Americii ce deservește zona Oxford. Aeroportul a fost tranzitat în 2019 de 18 pasageri.
Situat la o altitudine de 317 m, aeroportul dispune de 1 pistă.

## Infrastructură

### Piste
Aeroportul dispune de o singură pistă. Pista 5/23 are suprafața de asfalt și dimensiunile 4.011 picioare × 70 picioare. 